# San Juan Tehuixtitlan
San Juan Tehuixtitlán, es una población mexicana que pertenece al municipio de Atlautla en el Estado de México, ocupa el segundo lugar en población del municipio con 7 481 habitantes. Solo después de la cabecera municipal de Atlautla. 
Colinda al norte con el pueblo de Huehuecalco y San Pedro Nexapa, ambos delegaciones del municipio de Amecameca, al oeste con el fraccionamiento Delicias y Popo Park, al sur con Ozumba de Alzate, y Atlautla y por el este con el Estado de Puebla. 
Su edificio más emblemático es la Parroquia de San Juan Bautista que corresponde a la Diócesis de Valle de Chalco. Es un edificio con cúpula y cañón corrido que data de 1850. Posee también otros monumentos históricos como la ex Hacienda de Guadalupe, una importante construcción del siglo XVIII. Esta edificación aún cuenta con el casco de la hacienda, caballerizas y su capilla privada dedicada a la Virgen de Guadalupe.
Otros sitios de interés para admirar son las ruinas de la ex Hacienda Yautla, edificio del siglo XIX.
También es digno de admiración un inmenso árbol denominado tehuixttle que tiene aproximadamente 250 años.
Entre su gastronomía tradicional destacan los tlacoyos de frijol, las tortillas de maíz azul, el mole negro acompañado con tamales de frijol y el pulque.
La mayoría de los habitantes tiene como actividad económica la elaboración de un pan tradicional denominado cocol. 
Pero también se dedican a la albañilería y la agricultura.

## Origen y significado del nombre
- Tehuixtitlan. Proviene del náhuatl: "Tetl", que significa piedra, "huixtli", se traduce como: espina o espinoso y "titlan" que se aduce como entre o en medio. Por lo que significa: "Lugar entre piedras y espinas".[2]

Mientras que para la tradición oral de los habitantes: "Tehuixtitlan" proviene de tehuixtle (una planta espinuda), titlan como: lugar ubicado entre, por lo que quiere decir: "entre tehuixtitles".
Y si se menciona como; "Entre los árboles de tehuixtle" nos enfocaremos en el nombre Huixcuauhtitlan, usado durante la época colonial. Este se compone de los términos: 'Huix", haciendo alusión a las espinas, "cuauh" de árbol, y "titlan" entre.